# Condado de Bent
El condado de Bent (en inglés, Bent County) es un condado del estado de Colorado, Estados Unidos. Según el censo de 2020, tiene una población de 5650 habitantes.
La sede del condado es Las Ánimas.

## Geografía

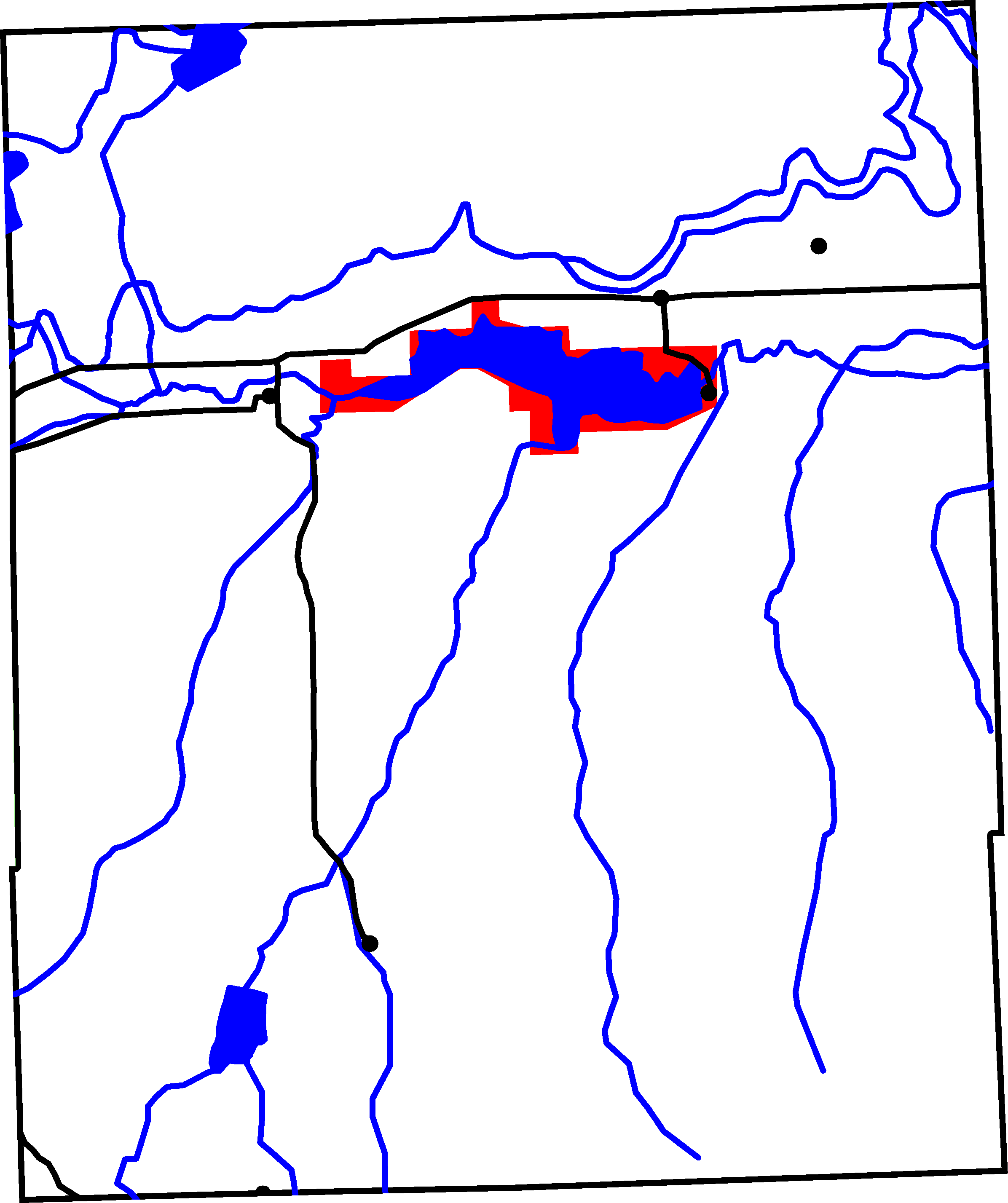
Mapa del condado de Bent.

Según la Oficina del Censo, el condado tiene un área total de 3990 km², de la cual 3920 km² son tierra y 70 km² son agua.

### Condados adyacentes
- Condado de Kiowa - norte
- Condado de Prowers - este
- Condado de Baca - sureste
- Condado de Las Ánimas - suroeste
- Condado de Otero - oeste

## Demografía
En el 2000, los ingresos promedio de los hogares del condado eran de $28 125 y los ingresos promedio de las familias eran de $34 096. Los hombres tenían un ingreso per cápita de $22 755 versus $24 261 para las mujeres. Los ingresos per cápita para el condado eran de $13 567. Alrededor del 19.50% de la población estaba bajo el umbral de pobreza nacional.
De acuerdo con la estimación 2016-2020 de la Oficina del Censo, los ingresos promedio de los hogares del condado son de $38 083 y los ingresos promedio de las familias son de $42 868. Los ingresos per cápita de los últimos doce meses, medidos en dólares de 2020, son de $15 738. Alrededor del 21,3% de la población está bajo el umbral de pobreza nacional.

## Ciudades y pueblos
- Able
- Boggsville
- Caddoa
- Fort Lyon
- Hasty
- Hilton
- Las Ánimas
- Marlman
- McClave
- Melina
- Ninaview